# The Warsaw Hub
The Warsaw Hub (pierwotnie Sienna Towers) – zespół budynków znajdujący się przy rondzie Daszyńskiego, w rejonie ulic Towarowej i Prostej, w dzielnicy Wola w Warszawie. Na starszych planach miasta w tym rejonie znajdował się najbardziej na zachód wysunięty odcinek ulicy Siennej.
Budowa kompleksu rozpoczęła się w grudniu 2015 roku, a zakończyła w czerwcu 2020 roku.

## Opis
Za projekt wieżowca odpowiada biuro architektoniczne AMC - Andrzej M. Chołdzyński.
Kompleks budynków składa się z trzech wież: dwóch o wysokości 130 m oraz jednej 85 m od strony ronda, połączonych wspólnym podium. Budynek od strony ronda, wieża o kształcie eliptycznym, zgodnie z planami ma pełnić funkcję hotelu trzy- i czterogwiazdkowego. Pozostałe budynki, o łącznej powierzchni użytkowej ok. 75 000 m², mają pełnić funkcję biurową. Komunikację pomiędzy poszczególnymi częściami obiektu zapewnia wspólne podium, przeznaczone na centrum konferencyjne, fitness oraz handel. Inwestor przewidywał możliwość połączenia budynków biurowych łącznikami na wyższych kondygnacjach. Budynek ma bezpośrednie podziemne połączenie ze stacją metra Rondo Daszyńskiego.
Inwestycja sąsiaduje od zachodniej strony z budowanym wieżowcem Skyliner (APA Wojciechowski Architekci), którego wysokość wynosi 195 m. W poziomie terenu inwestor planuje zaprojektowanie ogólnodostępnej przestrzeni publicznej oraz lokalizację kawiarni, restauracji lub usług.
7 czerwca 2019 na budowie wybuchł pożar, który objął kondygnacje 27–32 jednej z wież. W akcji gaśniczej uczestniczyło 130 strażaków, nikt nie został ranny. Po przeprowadzonej kontroli Powiatowy Inspektor Nadzoru Budowlanego orzekł, że konstrukcja budynku nie uległa uszkodzeniu.
W lipcu 2020 budynek uzyskał pozwolenie na użytkowanie.
W marcu 2022 roku kompleks budynków został kupiony przez Google za 583 mln euro.

## Dane techniczne
- Powierzchnia biurowa: 75 000 metrów kwadratowych[4]
- Powierzchnia całkowita: 113 000 metrów kwadratowych[3]
- Ściany szczelinowe o grubości 60 i 100 cm, głębokości do 34 m[13]
- Maksymalny poziom dna wykopu: ok. 28,5 m pod powierzchnią terenu[13]
- 6 poziomów podziemnych, w tym 5 poziomów parkingu (liczba miejsc parkingowych podziemnych: ok. 1 000)[4]